# Impatiens erubescens
Impatiens erubescens är en balsaminväxtart som beskrevs av Stephen Troyte Dunn. Impatiens erubescens ingår i släktet balsaminer, och familjen balsaminväxter. Inga underarter finns listade i Catalogue of Life.